# Assaig sobre la desigualtat de les races humanes

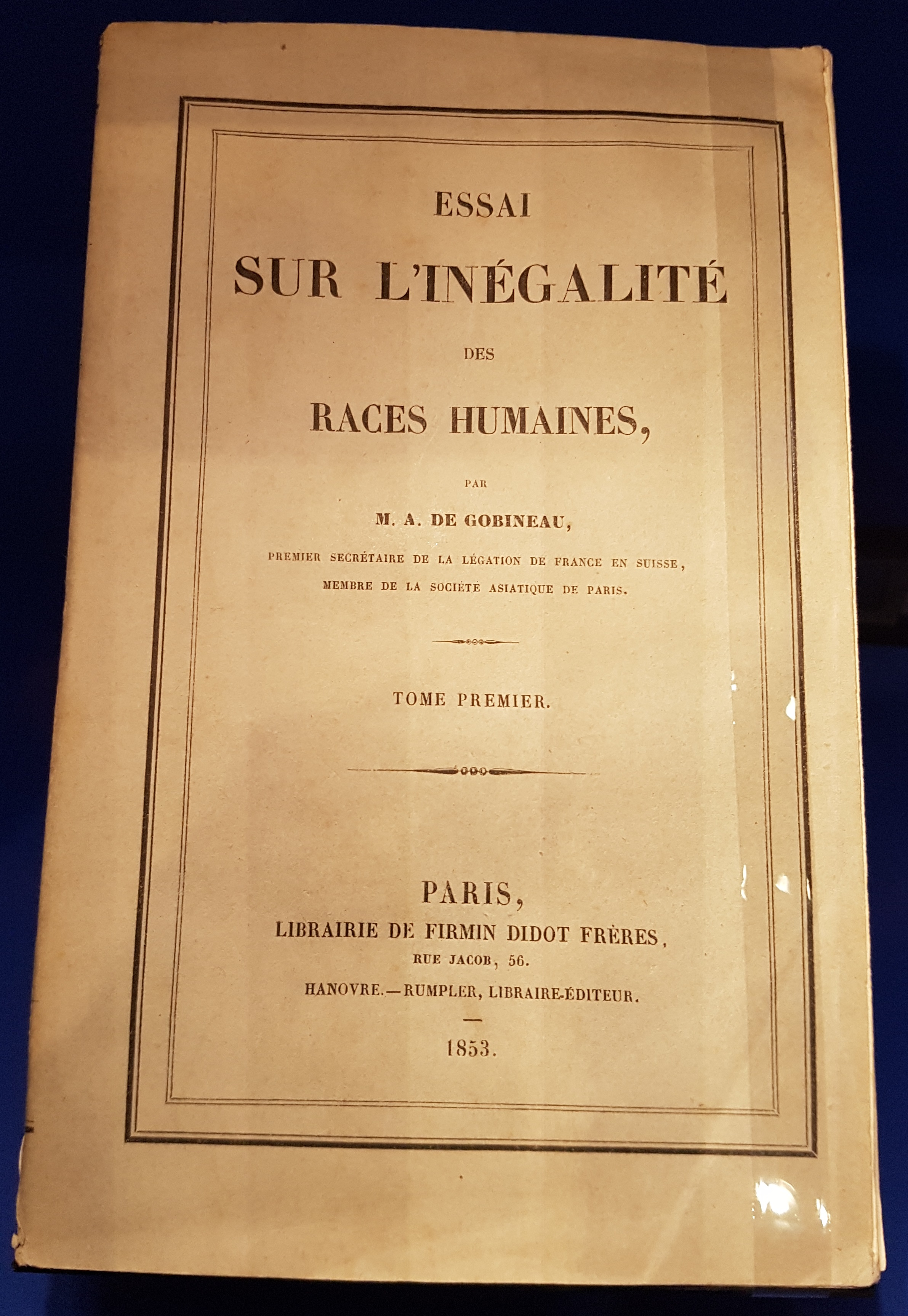
Portada original en francès de l'assig de Gobineau.

Assaig sobre la desigualtat de les races humanes (Essai sur l'inégalité des races humaines) és una obra d'Arthur de Gobineau apareguda entre 1853 i 1855. És un llibre molt voluminós i se'l considera un dels primers exemples de racisme científic, segons Gobineau la seva concepció original era la de recerca filosòfica. També s'ha usat per a explicar les diferències de classe, ja que l'autor era un defensor del legitimisme.
Gobineau dedicà aquesta obra al rei Jordi V de Hanover dient que estudiava les causes de les revolucions, guerres sagnats i incompliment de les lleis que havien passat a Europa durant molts anys.

## Idees centrals
En el llibre Gobineau tracta d'establir les diferències entre les races humanes que ell considera agrupades en blanca, groga i negra. El 1853 va aparèixer una edició parcial i l'edició completa es va fer el 1855. En aquesta obra Gobineau inventa el gran mite de la raça ària. Les races són definides no tant pel color de la pell com de l'ambient on es desenvolupen.
Estableix que cap civilització real no pot néixer sense la iniciativa d'un poble de raça blanca. Gobineau evoca per a intentar demostrar-ho la civilització de l'Índia (aris), d'Egipte (d'origen ari), Assíria (aris i semites), Grècia (d'origen ari), Xina (civilització iniciada per una tribu ària), Roma (celtes, ibers, aris i semites), pobles germànics del segle V (aris) i les tres civilitzacions americanes precolombines (blancs).
Les races tenen un origen bíblic i, per tant, no es poden alterar i és millor no barrejar-les, ja que en fer-ho esdevé la decadència de la raça superior (la blanca).

## Influència
Josiah Clark Nott traduí aquest assaig a l'anglès i no gaire més tard passà a ser el líder del moviment del poligenisme, suggerint que blancs i negres eren espècies diferents. El llibre s'ha reeditat nombroses vegades. La traducció a l'alemany aparegué el 1898. Va influir en les concepcions racials del nazisme.